# Operador de momento angular
Na mecânica quântica, o operador de momento angular é um operador análogo ao momento angular clássico. O operador de momento angular desempenha um papel central na teoria da física atômica e outros problemas quânticos envolvendo simetria rotacional. Nos sistemas clássicos e quânticos, o momento angular é, juntamente com o momento linear e a energia, uma das três propriedades fundamentais do movimento.